# 21520 Dianaeheart
21520 Dianaeheart (1998 KR55) là một tiểu hành tinh vành đai chính được phát hiện ngày 23 tháng 5 năm 1998 bởi nhóm nghiên cứu tiểu hành tinh gần Trái Đất phòng thí nghiệm Lincoln ở Socorro.